# Bussy-le-Grand
 Bussy-le-Grand  es una población y comuna francesa, en la región de Borgoña, departamento de Côte-d'Or, en el distrito de Montbard y cantón de Venarey-les-Laumes.

## Demografía
| 419 | 367 | 312 | 298 | 246 | 267 |
| Para los censos de 1962 a 1999 la población legal corresponde a la población sin duplicidades (Fuente: INSEE [Consultar]) |     |     |     |     |     |